# 唐朝の官職
唐朝の官職は、中国の王朝である唐の官職であり、これはその一覧である。
一覧のうち二列のものは、左の列の方が高位である。

## 職官
正一品 
- 太師
- 太傅
- 太保
- 太尉
- 司徒
- 司空
- 天策上将

従一品 
- 太子太師
- 太子太傅
- 太子太保

正二品 
- 尚書令
- 大行台尚書令

従二品 
- 尚書左右僕射
- 太子少師
- 太子少傅
- 太子少保
- 京兆府尹
- 河南府尹
- 太原府尹
- 大都督
- 大都護

正三品 
- 侍中
- 中書令
- 十六衛大将軍
- 六部尚書
- 太子賓客
- 太常卿
- 太子詹事
- 中都督
- 上都護

従三品 
- 御史大夫
- 秘書監
- 光禄卿
- 衛尉卿
- 宗正卿
- 太僕卿
- 大理卿
- 鴻臚卿
- 司農卿
- 太府卿
- 左散騎常侍
- 右散騎常侍
- 国子祭酒
- 殿中監
- 少府監
- 将作大匠
- 諸衛羽林千牛将軍
- 下都督
- 上州刺史
- 大都督府長史
- 大都護府副都護

正四品上 
- 黄門侍郎
- 中書侍郎
- 尚書左丞
- 吏部侍郎
- 太常少卿
- 中州刺史
- 軍器監
- 上都護府副都護
- 上府折衝都尉

正四品下 
- 尚書右丞
- 尚書中司侍郎
- 左千牛衛中郎将
- 右千牛衛中郎将
- 左監門衛中郎将
- 右監門衛中郎将
- 親勲翊衛羽林中郎将
- 下州刺史

従四品上 
- 秘書少監
- 殿中少監
- 内侍
- 大都護府長史
- 親王府長史

従四品下 
- 国子司業
- 少府少監
- 将作少匠
- 京兆府少尹
- 河南府少尹
- 太原府少尹
- 上州別駕
- 大都督府司馬
- 大都護府司馬
- 親王府司馬
- 中府折衝都尉

正五品上 
- 諫議大夫
- 御史中丞
- 国子博士
- 給事中
- 中書舎人
- 都水使者
- 万年県令
- 長安県令
- 河南県令
- 洛陽県令
- 太原県令
- 晋陽県令
- 奉先県令
- 親勲翊衛羽林郎将
- 中都督長史
- 上都護府長史
- 親王府典軍

正五品下 
- 太子中舎人
- 内常侍
- 中都督司馬
- 上都護府司馬
- 中州別駕
- 下府折衝都尉

視正五品 
- 薩宝

従五品上 
- 尚書左司諸司郎中
- 尚書右司諸司郎中
- 秘書丞
- 著作郎
- 太子洗馬
- 殿中丞
- 親王府副典軍
- 下都督府長史
- 上州長史
- 下州別駕

従五品下 
- 大理正
- 太常丞
- 太史令
- 内給事
- 上牧監
- 下都督府司馬
- 上州司馬
- 駙馬都尉
- 奉車都尉
- 宮苑総監
- 上府果毅都尉

正六品上 
- 太学博士
- 中州長史
- 親勲翊衛校尉
- 京兆府諸県令
- 河南府諸県令
- 太原府諸県令
- 武庫中尚署令
- 諸衛左司階
- 諸衛右司階
- 中府果毅都尉

正六品下 
- 千牛備身
- 備身左
- 備身右
- 下州長史
- 中州司馬
- 内謁者監
- 中牧監
- 上牧副監
- 上鎮将

従六品上 
- 起居郎
- 起居舎人
- 尚書諸司員外郎
- 大理司直
- 国子助教
- 城門郎
- 符宝郎
- 通事舎人
- 秘書郎
- 著作佐郎
- 侍御医
- 諸衛羽林長史
- 両京市令
- 下州司馬
- 左監門校尉
- 右監門校尉
- 親勲翊衛旅帥
- 上県令

従六品下 
- 侍御史
- 少府監丞
- 将作監丞
- 国子監丞
- 司農寺諸園苑監
- 下牧監
- 宮苑総監副監
- 互市監
- 中牧副監
- 下府果毅都尉

正七品上 
- 四門博士
- 詹事司直
- 左千牛衛長史
- 右千牛衛長史
- 軍器監丞
- 中県令
- 親勲翊衛隊正
- 親勲翊衛副隊正
- 中鎮将

正七品下 
- 内寺伯
- 諸倉監
- 諸冶監
- 司竹監
- 温湯監
- 諸衛左中候
- 諸衛右中候
- 上府別将史
- 上府司史
- 上鎮副
- 下鎮将
- 下牧副監

従七品上 
- 殿中侍御史
- 左補闕
- 右補闕
- 太常博士
- 太学助教
- 門下省録事
- 尚書都事
- 中書省主書
- 左監門直長
- 右監門直長
- 都水監丞
- 中下県令
- 京県丞
- 中府別将
- 中府長史
- 中鎮副
- 勲衛太子親衛

従七品下 
- 太史局丞
- 御史台主簿
- 少府主簿
- 将作主簿
- 国子監主簿
- 掖庭局令
- 宮闈局令
- 下県令
- 太廟諸陵署丞
- 司農寺諸園苑副監
- 宮苑総監丞
- 公主家令
- 親王府旅帥
- 下府別将
- 下府長史
- 下鎮副
- 諸屯監
- 諸折衝府校尉

視従七品 
- 薩宝府祆正

正八品上 
- 監察御史
- 協律郎
- 翊衛
- 太医署医博士
- 軍器監主簿
- 武庫署丞
- 両京市署丞
- 上牧監丞
- 執乗親事

正八品下 
- 奚官局令
- 内僕局令
- 内府局令
- 備身
- 尚薬局司医
- 京兆諸県丞
- 河南諸県丞
- 太原諸県丞
- 太公廟丞
- 諸宮農圃監
- 互市監丞
- 司竹副監
- 司農寺諸園苑監丞
- 霊台郎
- 上戍主
- 諸衛左司戈
- 諸衛右司戈

従八品上 
- 左拾遺
- 右拾遺
- 太医署鍼博士
- 四門助教
- 左千牛衛録事参軍
- 右千牛衛録事参軍
- 上県丞
- 中牧監丞
- 京県主簿
- 諸倉監丞
- 諸冶監丞
- 司竹監丞
- 温湯監丞
- 保章正
- 諸折衝府旅帥

従八品下 
- 大理評事
- 律学博士
- 太医署丞
- 左千牛衛諸曹参軍
- 右千牛衛諸曹参軍
- 内謁者
- 都水監主簿
- 中書省主事
- 門下省主事
- 尚書都省主事
- 兵部主事
- 吏部主事
- 考功主事
- 礼部主事
- 中県丞
- 京県尉
- 諸屯監丞
- 上関令
- 上府兵曹
- 上挈壷正
- 中戍主
- 上戍副
- 諸率府左司戈
- 諸率府右司戈

正九品上 
- 校書郎
- 太祝
- 典客署掌客
- 岳瀆令
- 諸津令
- 下牧監丞
- 中下県丞
- 中州博士
- 武庫署監事

正九品下 
- 正字
- 奚官丞
- 内僕丞
- 内府局丞
- 太史局司辰
- 典厩署主乗
- 下県丞
- 下州博士
- 京兆府諸県尉
- 河南府諸県尉
- 太原府諸県尉
- 上牧監主簿
- 諸宮農圃監丞
- 中関令
- 親王国尉
- 上関丞
- 諸衛左執戟
- 諸衛右執戟
- 中鎮兵曹参軍
- 下戍主
- 諸折衝隊正

従九品上 
- 尚書主事
- 御史台主事
- 秘書省主事
- 殿中省主事
- 奉礼郎
- 律学助教
- 弘文館校書
- 太史局司暦
- 太医署医助教
- 京兆府監録事
- 河南府監録事
- 太原府監録事
- 九寺監録事
- 少府監録事
- 将作監録事
- 都督録事市令
- 都護府録事市令
- 上州録事市令
- 宮苑総監主簿
- 上中県尉

従九品下 
- 内侍省主事
- 国子監録事
- 崇文館校書
- 書学博士
- 算学博士
- 門下典儀
- 太医署按摩
- 太医署祝禁博士
- 太卜署卜博士
- 太医署鍼助教
- 太医署医正
- 太卜署卜正
- 太史局監候
- 掖庭局宮教博士
- 太官署監膳
- 太楽鼓吹署楽正
- 大理寺獄丞
- 中下州医博士
- 中下県尉
- 下関令
- 中関丞
- 諸衛羽林長上
- 諸津丞
- 諸折衝府隊副
- 諸率府左執戟
- 諸率府右執戟

流外一等 
- 諸衛録事
- 都水監録事
- 羽林軍録事
- 尚書省令史
- 中書省令史
- 門下省令史
- 御史台令史
- 太常寺謁者
- 司儀署諸典書
- 河渠署河堤謁者
- 太医署医鍼師
- 内侍省寺人

視流外一等
- 薩宝府祓祝

流外二等
- 太卜署卜助教
- 秘書省令史
- 殿中省令史
- 内侍省令史
- 城門館令史
- 符宝館令史
- 夕文館令史
- 通事令史
- 尚書省書令史
- 門下省書令史
- 中書省書令史
- 御史台書令史
- 太常寺祝史
- 宮苑総監録事
- 典客署典客
- 親勲翊衛府録事
- 太史局漏刻博士
- 御史台殿中令史

流外三等
- 城門書令史
- 符宝書令史
- 秘書書令史
- 殿中書令史
- 内侍省書令史
- 御史台書令史
- 諸牧園苑監録事
- 諸倉監録事
- 諸関津録事
- 諸衛羽林軍府令史
- 太子詹事府令史
- 尚食局主食
- 秘書省諸局書令史
- 殿中省諸局書令史
- 内侍省諸局書令史
- 内侍省内典引
- 尚薬局太医署按摩祝禁師
- 太常寺賛引
- 太医署医工
- 太医署鍼工
- 太卜署卜師諸計史
- 率更寺漏刻博士

流外四等
- 諸衛羽林軍史
- 門下省主宝
- 門下省主符
- 太医主薬
- 門下省伝制
- 中書省伝制
- 太医署按摩祝禁工
- 御史台監察史

視流外四等
- 薩宝府率

流外五等
- 大理寺司直平事史
- 諸署農圃監
- 諸牧園苑監史
- 諸都護府史
- 太官署監膳史
- 良醞署掌醞
- 掌醢署主醢
- 諸典事
- 親勲翊衛率府史
- 大理寺獄史

視流外五等
- 薩宝府史

流外六等
- 親勲翊衛府史
- 諸倉関津府史
- 太医署薬園師
- 諸亭長

流外七等
- 門下省主節
- 諸掌固
- 太史監暦生
- 天文観生
- 諸倉関津史
- 諸倉計史

流外八等
- 守宮署掌設

流外九等
- 国子学廟幹
- 太公廟幹
- 諸輦者

## 爵
正一品 
- 王

従一品 
- 嗣王
- 郡王
- 国公

正二品 
- 開国郡公

従二品 
- 開国県公

従三品 
- 開国侯

正四品 
- 開国伯

正五品 
- 開国子

従五品 
- 開国男

## 勲
正二品 
- 上柱国

従二品 
- 柱国

正三品 
- 上護軍

従三品 
- 護軍

正四品 
- 上軽軍都尉

従四品 
- 軽車都尉

正五品 
- 上騎都尉

従五品 
- 騎都尉

正六品 
- 驍騎尉

従六品 
- 飛騎尉

正七品 
- 雲騎尉

従七品 
- 武騎尉

## 散官

### 文官
従一品
- 開府儀同三司

正二品
- 特進

従二品
- 光禄大夫

正三品
- 金紫光禄大夫

従三品
- 銀青光禄大夫

正四品上
- 正議大夫

正四品下
- 通議大夫

従四品上
- 太中大夫

従四品下
- 中大夫

正五品上
- 中散大夫

正五品下
- 朝議大夫

従五品上
- 朝請大夫

従五品下
- 朝散大夫

正六品上
- 朝議郎

正六品下
- 承議郎

従六品上
- 奉議郎

従六品下
- 通直郎

正七品上
- 朝請郎

正七品下
- 宣徳郎

従七品上
- 朝散郎

従七品下
- 宣議郎

正八品上
- 給事郎

正八品下
- 征事郎

従八品上
- 承奉郎

従八品下
- 承務郎

正九品上
- 儒林郎

正九品下
- 登仕郎

従九品上
- 文林郎

従九品下
- 将仕郎

### 武官
従一品
- 驃騎大将軍

正二品
- 輔国大将軍

従二品
- 鎮軍大将軍

正三品上
- 冠軍大将軍
- 懐化大将軍

正三品下
- 懐化将軍

従三品上
- 雲麾将軍
- 帰徳大将軍

従三品下
- 帰徳将軍

正四品上
- 忠武将軍

正四品下
- 壮武将軍
- 懐化中郎将

従四品上
- 宣威将軍

従四品下
- 明威将軍
- 帰徳中郎将

正五品上
- 定遠将軍

正五品下
- 寧遠将軍
- 懐化郎将

従五品上
- 游騎将軍

従五品下
- 游撃将軍
- 帰徳郎将

正六品上
- 昭武校尉

正六品下
- 昭武副尉
- 懐化司階

従六品上
- 振威校尉

従六品下
- 振威副尉
- 帰徳司階

正七品上
- 致果校尉

正七品下
- 致果副尉
- 懐化中侯

従七品上
- 翊麾校尉

従七品下
- 翊麾副尉
- 帰徳中侯

正八品上
- 宣節校尉

正八品下
- 宣節副尉
- 懐化司戈

従八品上
- 禦侮校尉

従八品下
- 禦侮副尉
- 帰徳司戈

正九品上
- 仁勇校尉

正九品下
- 仁勇副尉
- 懐化執戟長上

従九品上
- 陪戎校尉

従九品下
- 陪戎副尉
- 帰徳執戟長上